# 徐生岚
徐生岚（1938年1月—），山西阳高人，中华人民共和国政治人物。

## 生平
1956年7月加入中国共产党，历任阳高县中学团委书记、教师。1973年，任阳高县委常委、县革委副主任、中共灵丘县委副书记。1982年，任灵丘县委书记。1985年，任中共忻州地区委员会副书记。1988年3月，任中国共产党雁北地区委员会书记。1990年11月6日，任中共临汾地区委员会书记。1995年12月，任中共山西省委副秘书长。1996年，改任山西省人大常委会副主任。